# Nakajima B6N
Le Nakajima B6N Tenzan (japonais : 中島 B6N 天山 - « Montagne merveilleuse », code allié : Jill) fut le bombardier-torpilleur standard de la Marine impériale japonaise pendant les dernières années de la Seconde Guerre mondiale. Successeur du B5N, le B6N Tenzan en fut un excellent remplaçant et 1 268 exemplaires furent produits.

## Conception
Le prototype de ce grand monomoteur apparut au printemps 1941, le développement de l'avion fut retardé par des problèmes moteur, de stabilité et du train d'atterrissage et les premiers exemplaires ne furent utilisés en opération qu'en 1943.

### B6N1
Appareil équipé du moteur Nakajima Mamoru (en) 11. Ce moteur, bien que prometteur, ne donna pas vraiment satisfaction et la Marine exigea l'arrêt de sa production pour se concentrer sur les moteurs Homare et Sakae. En remplacement, la Marine ordonna l'utilisation du moteur Mitsubishi Kasei, mécanique similaire en taille et en poids. Ce moteur donnait satisfaction dans des avions assez gros comme le bombardier Betty. Aussi, peu de B6N équipés du moteur Mamoru furent produits.

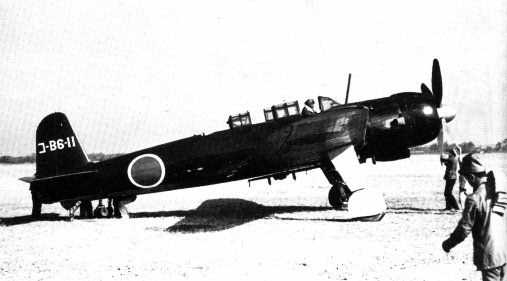
Un B6N2 avant son décollage.

### B6N2
Appareil équipé du moteur Mitsubishi Kasei 25 de 1 850 ch. Ce fut la version principale du Tenzan.

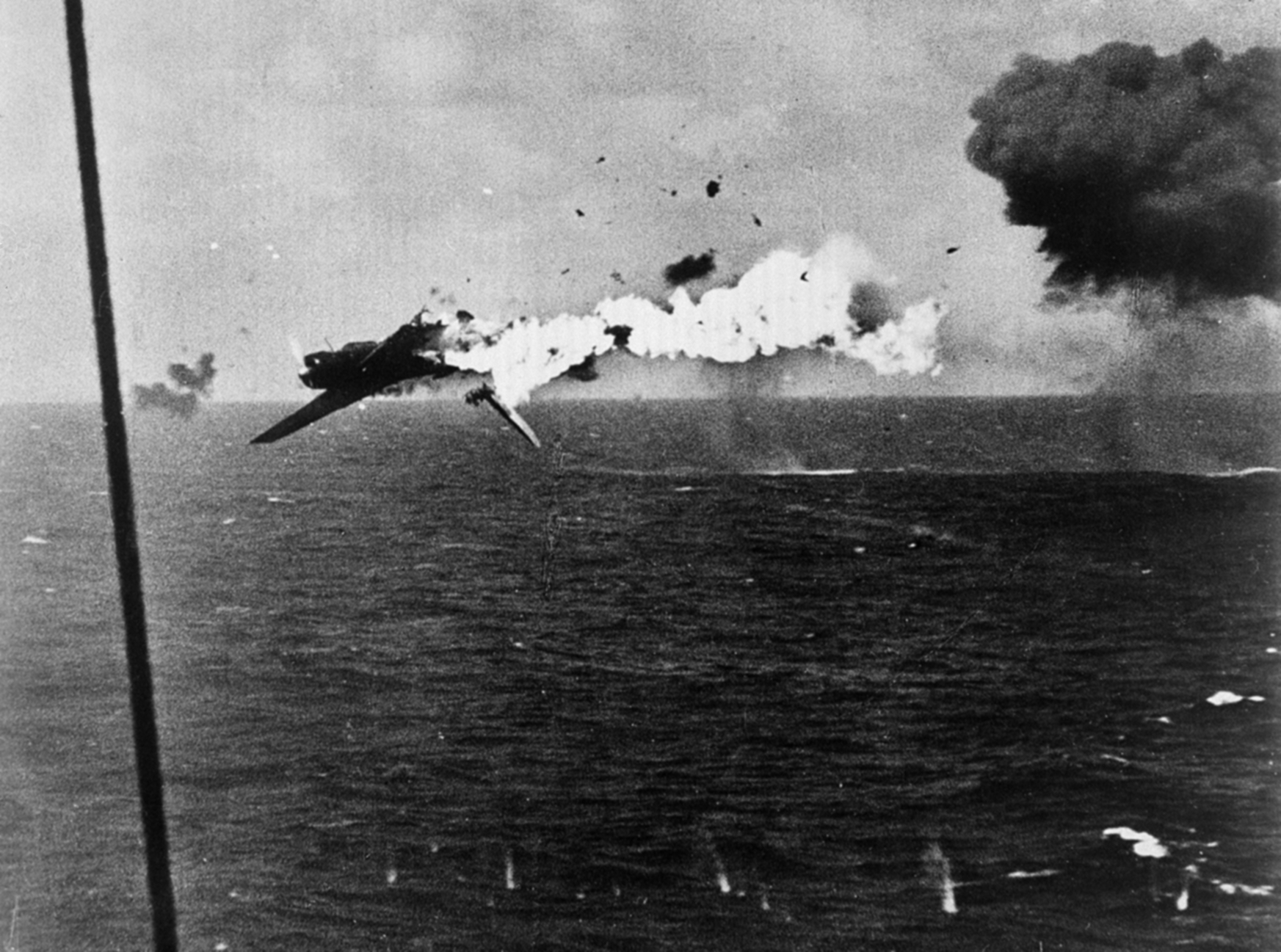
Un B6N explose après un coup direct d'un obus de 127 mm (5 pouces) tiré depuis le lors d'une attaque du porte-avions près de Kwajalein le 4 décembre 1943.

## Engagements
Le B6N Tenzan a commencé à rallier les unités en première ligne à partir d'août 1943.

## Variantes
- 14-shi : Prototypes, moteur Nakajima NK7A Mamoru 11, 14 cylindres en étoile de 1 800 ch, 1 mitrailleuse dorsale ;
- B6N1 : série, proche du 14-shi, 2 mitrailleuses Type 97 de 7,7 mm, dorsale et ventrale ;
- B6N2 : série, moteur Mitsubishi MK4T Kasei 25, 14 cylindres en étoile de 1 850 ch ;
- B6N2a : Mitrailleuse de dos remplacée par une plus grosse Type 2 de 13 mm ;
- B6N3 : projets pour une version terrestre du B6N2a avec moteur MK4T-C Kasei 25c de 1 850 ch.

## Utilisateurs

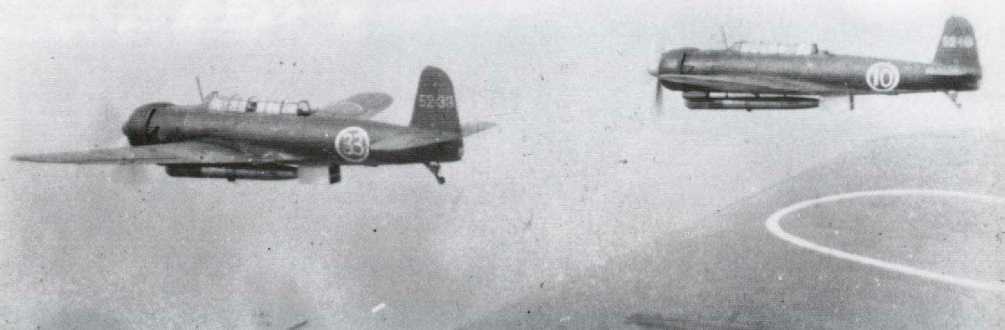
Nakajima B6N2 "Tenzan" du 752 Kōkūtai en formation (noter les numéros sur la cocarde).

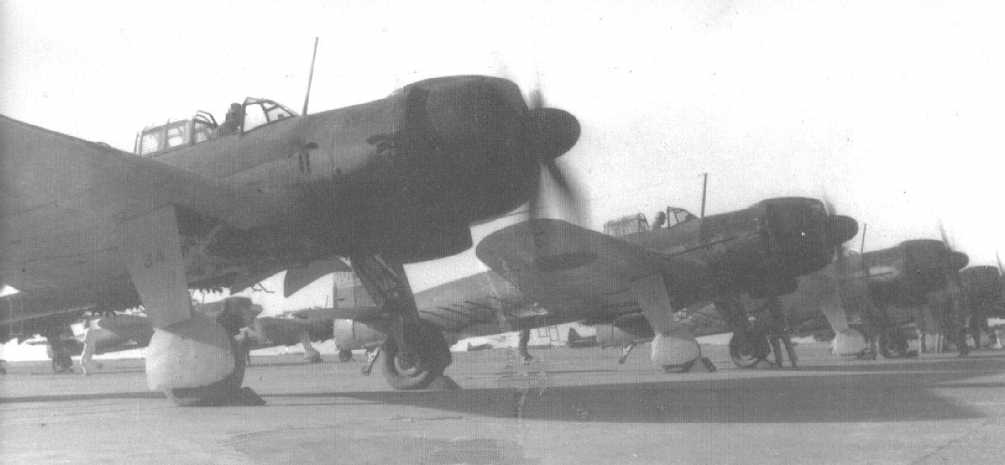
Nakajima B6N2 "Tenzan" avant un décollage.

Marine impériale japonaise

### Développement lié
Nakajima B5N

### Aéronefs comparables
TBF Avenger -
Fairey Barracuda

### Ordre de désignation
B3Y (en) -
B4Y -
B5M/B5N -
B6N -
B7A